# Мусалімов Володимир Андрійович
Володимир Андрійович Мусалімов (31 грудня 1944, Москва — 3 листопада 2013, Луганськ) — радянський боксер першої середньої вагової категорії, виступав за збірну СРСР у другій половині 1960-х років. Бронзовий призер літніх Олімпійських ігор у Мехіко, володар бронзової медалі чемпіонату Європи, багаторазовий переможець та призер національних першостей. Представляв спортивне товариство «ЦСКА», майстер спорту міжнародного класу. Одночасно за участю у спортивних змаганнях був офіцером Радянської Армії, ветеран Афганської війни .

## Життєпис
Володимир Мусалімов народився 31 грудня 1944 року в Москві. Їхня родина незабаром була репресована, і хлопчик опинився в дитячому будинку міста Караганда. Після семи класів школи вступив до будівельного технікуму, на спеціальність «Промислове та цивільне будівництво», водночас під керівництвом тренера Миколи Лі почав активно займатися боксом.
1963 року здобув перемогу на республіканській Спартакіаді Казахстану, 1964 року завоював «золото» молодіжної першості Радянського Союзу, а за рік посів третє місце на дорослому рівні.
1965 року разом з тренером переїхав на постійне місце проживання до Києва, до 1967 року представляв товариство «Трудові резерви». 1967 року закінчив військове училище і приєднався до ЦСКА, від цього клубу з'їздив на Спартакіаду народів СРСР до Москви, де був переможцем у першій середній ваговій категорії, крім того, вперше став переможцем національної першості. Завдяки низці вдалих виступів удостоївся права захищати честь країни на літніх Олімпійських іграх у Мехіко, впевнено перемагав усіх суперників, але в півфіналі через отриману травму пальця поступився німцю Манфреду Вольке (який у підсумку став чемпіоном) і змушений був задовольнятися бронзою.
Після Олімпіади-1968, незважаючи на високу конкуренцію, 1969 року він утретє поспіль виграв титул чемпіона СРСР і вирушив на чемпіонат Європи в Бухарест, де поповнив медальну колекцію ще однією «бронзою». 1971 року завоював срібну медаль на чемпіонаті світу серед військовослужбовців. Продовжував виходити на ринг аж до 1974 року, хоча останнім часом вже не показував видатних результатів та в команді залишався на других ролях.
Будучи офіцером Радянської Армії, у період 1973—1978 Мусалімов проходив службу на острові Сахалін на посаді командира батальйону, потім у складі контингенту радянських військ служив у Афганістані, брав участь у бойових діях під Кандагаром — нагороджений медаллю «За бойові заслуги». Повернувшись з Афганістану, потрапив до підрозділу Групи радянських військ у Німеччини у східнонімецькому місті Магдебурзі, а 1986 року був направлений служити до Луганська. 1990 року, маючи звання підполковника, звільнився зі Збройних Сил у запас. У 1991—2005 роках працював тренером з боксу у складі ФСТ «Спартак» у Луганську. Володимир Мусалімов підготував багато талановитих спортсменів. Крім цього брав участь у боксерських матчах як рефері і був суддею національної категорії. Після закінчення тренерської кар'єри повернувся до Луганська, де проживав до смерті 3 листопада 2013 року.